# James Wendell
James Isaac Wendell (Schenectady, Nova York, 3 de setembre de 1890 – Filadèlfia, Pennsilvània, 22 de novembre de 1958) va ser un atleta estatunidenc que va competir a començaments del segle xx.
El 1912 guanyà el campionat de les 120 iardes tanques de l'IC4A i el 1913 el de les 220 iardes tanques per la Universitat Wesleyana, on es graduà aquell mateix any.
El 1912 va prendre part en els Jocs Olímpics d'Estocolm, on va guanyar la medalla de plata en els 110 metres tanques del programa d'atletisme.
Després de retirar-se passà a exercir de mestre d'anglès i entrenador d'atletisme a The Hill School (1913-1928), un internat d'elit de Pottstown, Pennsilvània, d'on fou el director entre 1928 i 1952.